# NGC 3202
NGC 3202 este o galaxie LINER situată în constelația Ursa Mare. A fost descoperită în 3 februarie 1788 de către William Herschel. Se află la o distanță de 96 de megaparseci de Pământ.